# Fekete-oszlopos-barlang
A Fekete-oszlopos-barlang bazaltban kialakult barlang, amely a Tátikán, Zalaszántó külterületén helyezkedik el.

## Leírás
Zalaszántó határában, az Alsó-Tátika ÉNy-i falában található. Hidegkúttól azonos módon lehet eljutni hozzá, mint a Mágneses-barlanghoz. A Fekete-oszlopos-barlang a Mágneses-barlang szomszédságában van, attól néhány m-re K-re és 2 m-rel magasabban.
Eszterhás István írta le először 1985-ben, korábban ismeretlen volt. Elnevezését a körülötte lévő sziklaoldalból és a barlangból ágyúcsőként meredező, fekete bazaltoszlopok miatt kapta. A barlang vízszintes, tölcsérszerű üreg. Aszimmetrikus, háromszögformájú szája 2 m magas és 1,5 m széles. Befelé egyre keskenyedik és alacsonyodik, 4,3 m után már járhatatlan rés. Fokozott óvatossággal járható, omlásveszélyes barlang. A hossztengelyével párhuzamos bazaltoszlopok könnyen leválnak, sőt némelyikük félig kibillenve Damoklész kardjaként lóg be az üregbe. A barlang befelé lejtő alját lepergett, részben összetört bazaltoszlopok alkotják. A barlang hossza 4,3 m. Bejárásához segédeszközre nincs szükség.
Genetikája teljesen megegyezik a tőle néhány m-re lévő Mágneses-barlanggal, ez is atektonikus barlang. A repedés lassú, fokozatos szétnyílása jelenti az elsődleges keletkezési fázist, majd a klimatikus hatások a bazaltoszlopok leválasztásával tovább növelik a barlang térfogatát. Helyi jelentőségű, kis méretű barlang. További kutatása nem látszik biztatónak.

## Kutatástörténet
Az 1942. évi Barlangvilágban szó van arról, hogy Margittay Rikárd egy kis felfedező feladatot ajánl a tátikai várromokat felkereső olvasóknak. Ugyanis az 1848-ban kiadott, Szerelmey Miklós által írt, Balaton albuma című könyv Tátika romjairól szóló részében az van írva, hogy a Tátika vár hegyének oldalában van egy járhatatlan mélységű barlang, amelyből forrás fakad. Ez a kissé romantikusan hangzó mondat csaknem szóról-szóra megtalálható az 1878-ban megjelent, Jalsovics Aladár által írt könyvben, az 1889-ben kiadott, Sziklay által írt útikalauzban, valamint az 1909-ben megjelent, Szemlér által írt balatoni kalauzban. Ez azt a látszatot kelti, mintha a szerzők közös forrásból írták volna ki a vonatkozó részt, anélkül, hogy meggyőződtek volna valóságáról.
Ezt a gyanút az a tény teszi valószínűbbé, hogy a Dornyay-féle alapos és részletes balatoni kalauz nem említ ilyen barlangot a Tátikán. Mivel saját ismeretei alapján nem tudta eldönteni ezt a megállapítást Margittay Rikárd, ezért azt ajánlotta az olvasóknak, hogy valaki közülük járjon utána a helyszínen a dolognak és állapítsa meg, hogy valóban van-e ott járhatatlan mélységű barlang, amelyből forrás folyik.
Az Eszterhás István által 1989-ben írt, Magyarország nemkarsztos barlangjainak listája című kéziratban az olvasható, hogy a Bakony hegységben, a 4440-es barlangkataszteri területen, Zalaszántón lévő Fekete-oszlopos-barlang bazaltban alakult ki. A barlang 4,3 m hosszú és 2,8 m függőleges kiterjedésű. A listában meg van említve az a Magyarországon, nem karsztkőzetben kialakult, létrehozott 220 objektum (203 barlang és 17 mesterséges üreg), amelyek 1989. év végéig váltak ismertté. Magyarországon 40 barlang keletkezett bazaltban. Az összeállítás szerint Kordos László 1984-ben kiadott barlanglistájában fel van sorolva 119 olyan barlang is, amelyek nem karsztkőzetben jöttek létre.
Az Eszterhás István által 1993-ban írt, Magyarország nemkarsztos barlangjainak lajstroma című kéziratban meg van említve, hogy a Bakony hegységben, a 4440-es barlangkataszteri területen, Zalaszántón helyezkedik el a Fekete-oszlopos-barlang. A bazaltban keletkezett barlang 4,3 m hosszú és 2,8 m függőleges kiterjedésű. Az összeállításban fel van sorolva az a Magyarországon, nem karsztkőzetben kialakult, létrehozott 520 objektum (478 barlang és 42 mesterséges üreg), amelyek 1993 végéig ismertté váltak. Magyarországon 49 barlang, illetve mesterségesen létrehozott, barlangnak nevezett üreg alakult ki, lett kialakítva bazaltban. A Bakony hegységben 123 barlang jött létre nem karsztkőzetben.